# جوى السودة (كعيدنة)

تعديل مصدري - تعديل

جوى السودة هي إحدى قرى عزلة السكابة والحماريين بمديرية كعيدنة التابعة لمحافظة حجة، بلغ تعداد سكانها 23 نسمة حسب تعداد اليمن لعام 2004.